# Jitte
Il Jitte (十手?, jitte) o jutte, letteralmente "dieci mani", è un'arma bianca manesca del tipo manganello originaria del Giappone. Composto da una sbarra di ferro immanicata in un'impugnatura, dispone di una sorta di guardia composta da una seconda stanga metallica, di ridotte dimensioni, che diparte dal manico descrivendo un angolo retto quasi fosse una baionetta. Era arma precipua dei funzionari dell'ordine pubblico.
Il jitte è ora l'arma principale dell'arte marziale giapponese Jittejutsu.

## Storia
Si ritiene che la forma originale del jitte sia stata creata dal leggendario forgiatore di spade Masamune forse nel XIII secolo, anche se taluni studiosi propendono invece per l'attribuirne l'invenzione al padre, Munsinai. È poi ancora da definirsi se si sia trattato di un'evoluzione del sai, altra "daga da botta" nipponica, o se sia stato quest'ultimo a derivare dal jitte. Il dato certo è che il jitte appartiene al novero delle armi tradizionali giapponesi prive di lama sviluppate per equipaggiare le guardie e i funzionari dello Shōgun cui era fatto assoluto divieto, pena la morte, di portare spade, coltelli o quant'altro nel palazzo del loro signore. Il jitte è così divenuto l'arma tradizionale delle forze di polizia nipponiche durante il Periodo Edo (1603-1868).

## Costruzione
La forma del jitte ricorda moltissimo quella del sai, dal quale si differenzia solo per il non avere la guardia ad "U":
- Il corpo dell'arma è costituito da una solida stanga di ferro (boshin) dalla larghezza solitamente omogenea, seppur esistano modelli più rastremati in prossimità della punta. La sezione del boshin poteva essere circolare o poligonale, mentre la punta (sentan) poteva essere piatta o cuspidata. Esistevano anche jitte con il boshin in legno[2];
- L'impugnatura (tsuka), ad una mano, è costituita dalla parte terminale della stanga, spesso avvolta in strati di stoffa come l'impugnatura della katana. Un rebbio di ferro (kagi), lungo circa 5 cm, diparte a mo' di guardia dal manico, salendo parallelamente alla stanga. Un anello di metallo (kan) chiude posteriormente il manico dell'arma, permettendo il passaggio di una corda.

Nell'insieme, il jitte rassomiglia quindi più una daga dalla lama non affilata, quasi uno spiedo da guerra ad una mano, più che un manganello vero e proprio. L'arma poteva presentare, occultato nell'impugnatura, un piccolo pugnale, o essere montata nell'impugnatura e nel fodero di una spada corta tipo tantō. La dimensione complessiva standard era di circa 45 cm, con esemplari che potevano variare dai 30 ai 60 cm.
Arma atta ad offendere di botta o di punta, il jitte, grazie al kagi, garantiva all'utente una scherma raffinata. Il rebbio in metallo poteva infatti essere efficacemente usato per bloccare la lama di una spada nemica, forse fin anche a spezzarla, e, pratica certo più diffusa, permetteva di agganciare le vesti o la corazza dell'avversario, oltre che di colpire precisi bersagli "eccellenti" come gli occhi, il naso o la bocca di un nemico privo di elmo.

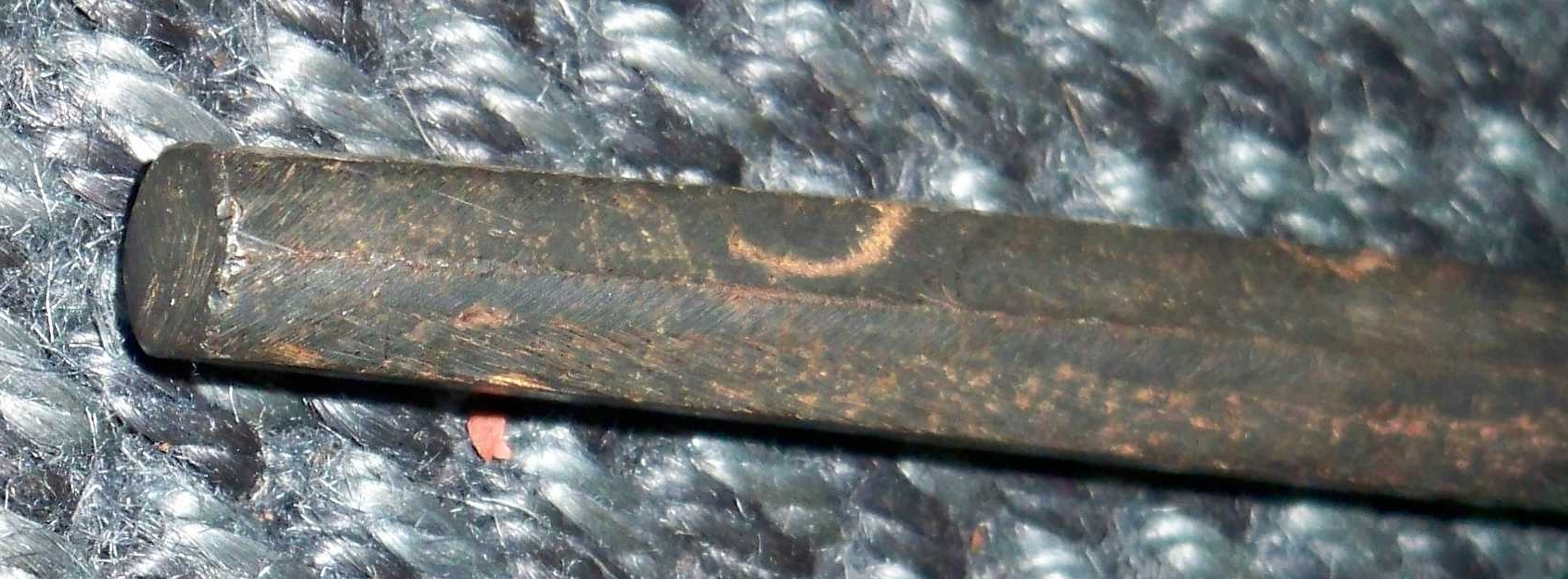
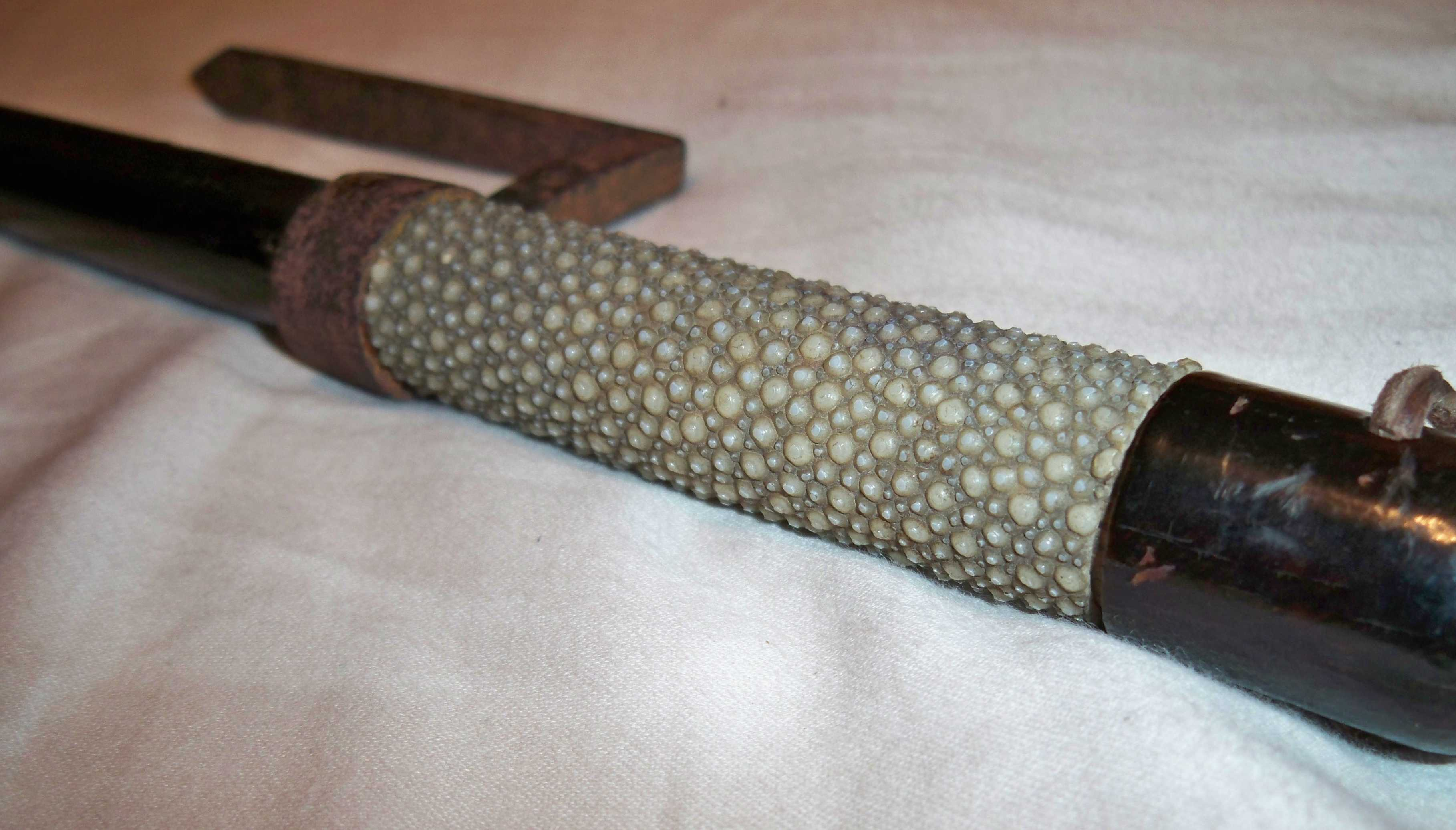
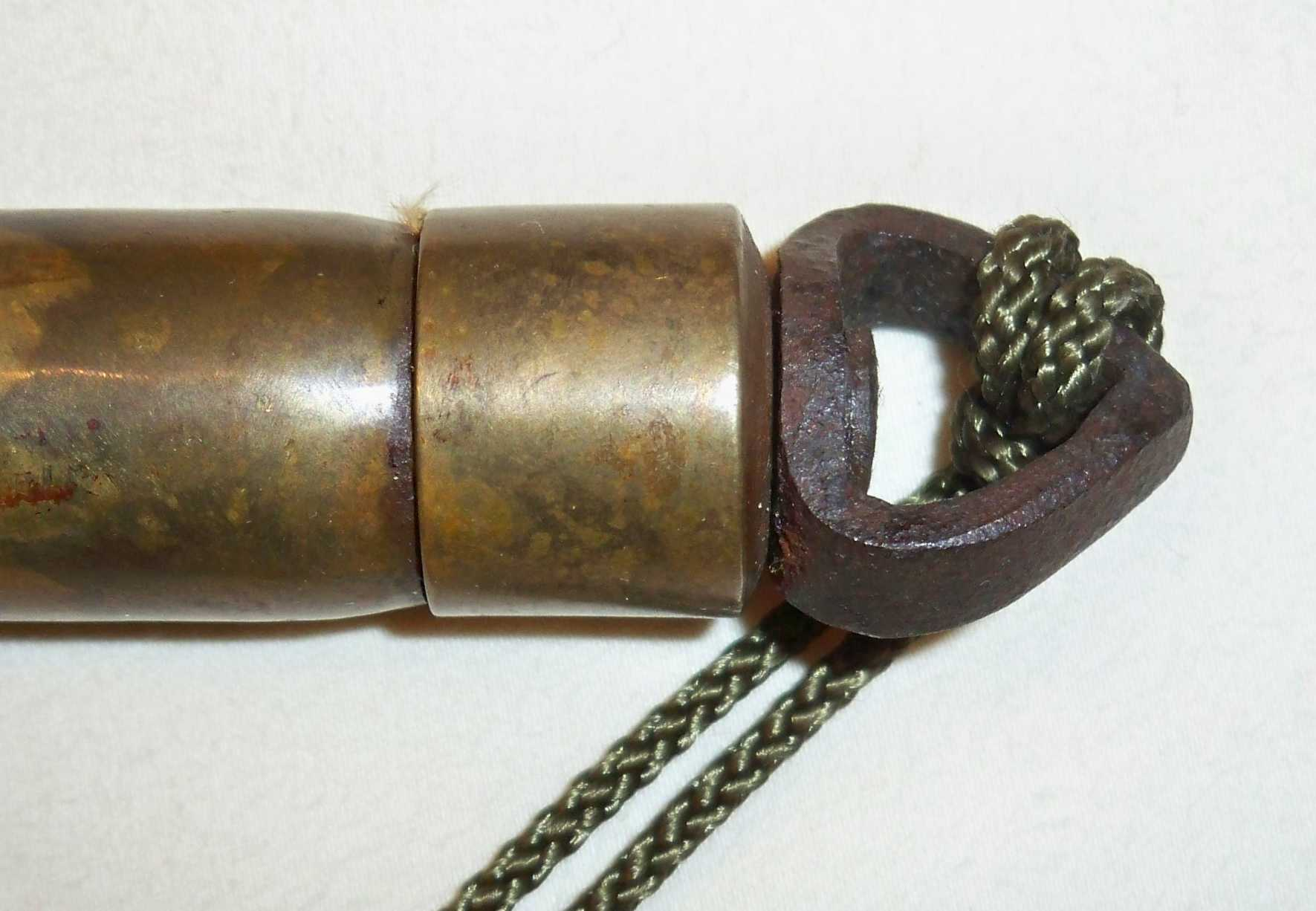
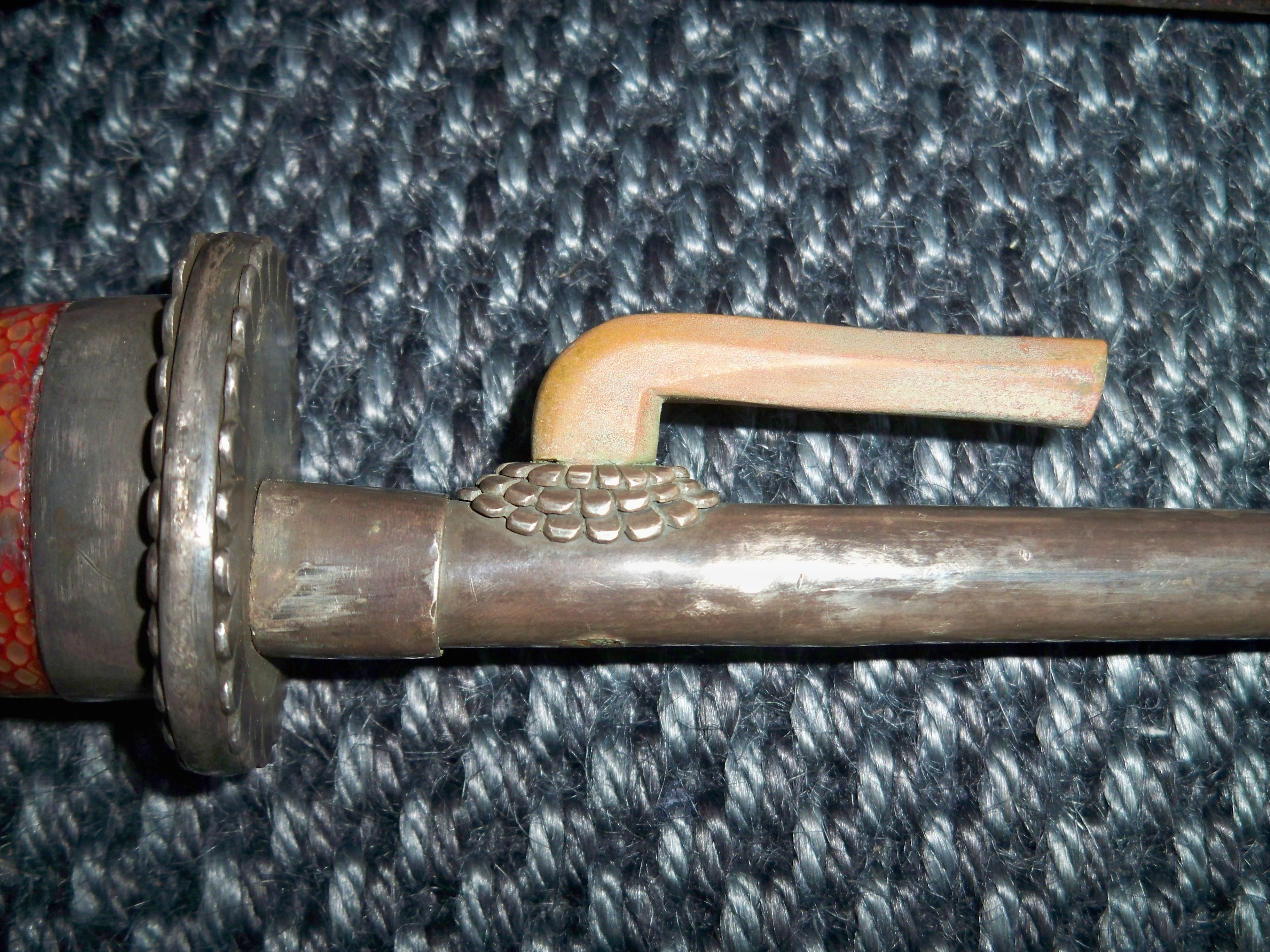
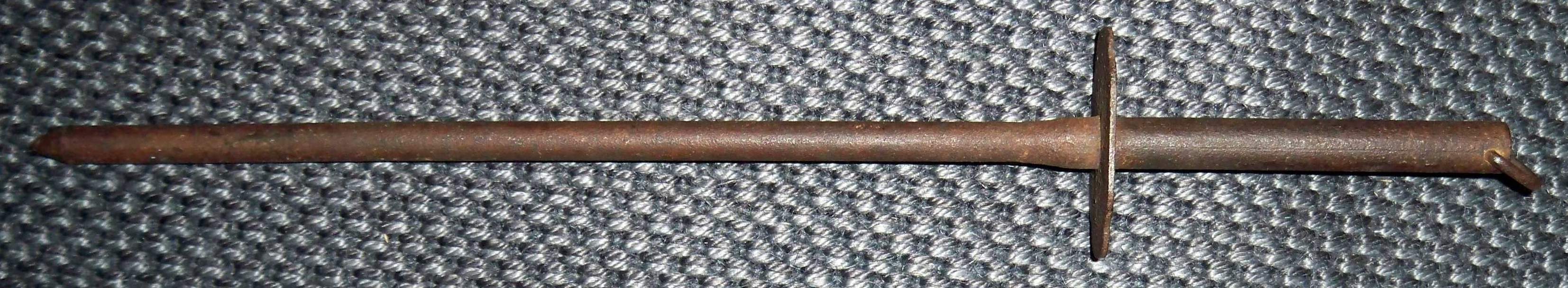
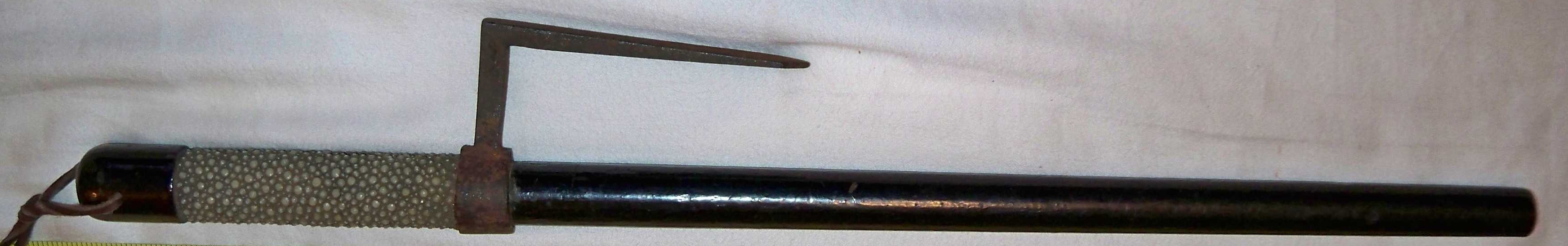
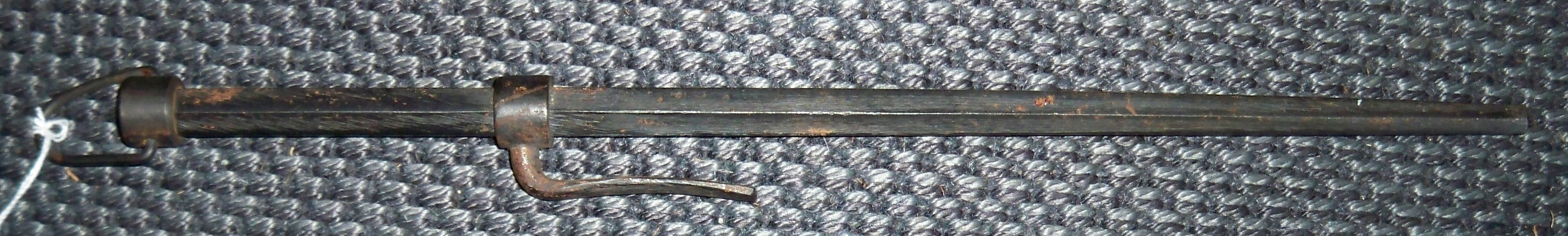
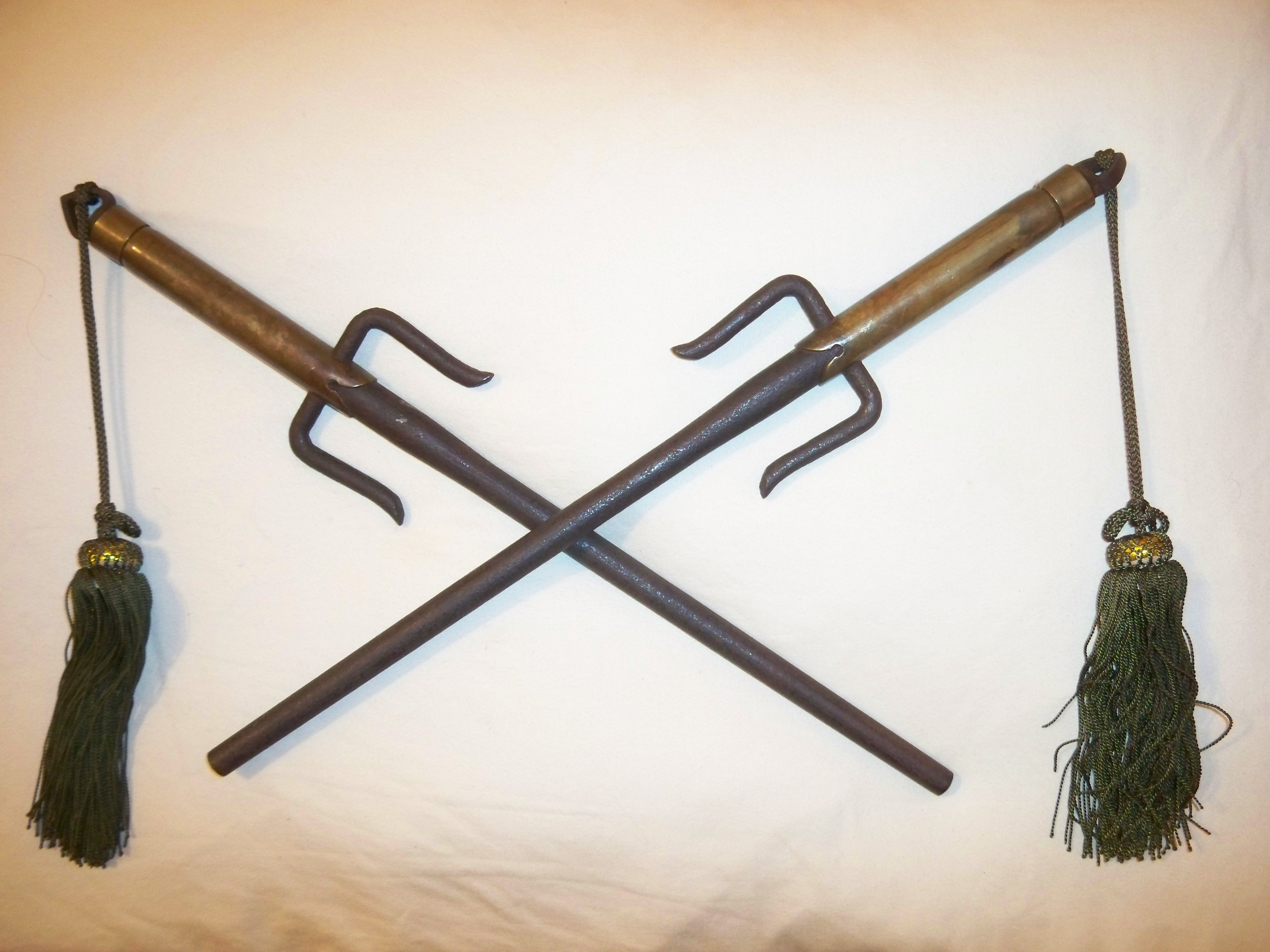